# PGA Kampioenschap (Rusland)
Het PGA Kampioenschap in Rusland is een golfkampioenschap voor de leden van de Russische PGA.
De eerste editie was in 1992. In die periode was de eerste 9-holes golfbaan bij Moscow aangelegd. In 1994 werd deze uitgebreid tot 18 holes.

## Winnaars
| Jaar | Heren              | Dames             |
| ---- | ------------------ | ----------------- |
| 1992 | A. Strunkin        | S. Kiiko          |
| 1993 | Konstantin Lifanov | S. Kiiko          |
| 1994 | Konstantin Lifanov | Svetlana Gounkina |
| 1995 | Alexey Matrosov    | Svetlana Gounkina |
| 1996 | Alexander Strunkin | M. Kucherkova     |
| 1997 | Konstantin Lifanov | Maria Kostina     |
| 1998 | E. Kovalenko       | S. Afanasyeva     |
| 1999 | Gregor Bondarenko  | S. Afanasyeva     |
| 2000 | Alexander Mayorov  | W. Rotmistrova    |
| 2001 | Gregor Bondarenko  | Maria Kostina     |
| 2002 | Artem Nesterov     | Y. Rotmistrova    |
| 2011 | Yevgeny Kafelnikov | Maria Verchenova  |

Konstantin Lifanov won in 1993 op dezelfde baan ook het Russisch Open.

Alexander Strunkin is Director of Golf op de Astana Golf Club.